# 程维
程维（1983年5月19日—），江西铅山人，中国企业家，毕业于北京化工大学，曾在阿里巴巴集团任职8年。2012年，程维从阿里巴巴离职，创办小桔科技，推出手机召车软件滴滴打车（即现在的滴滴出行）。现任滴滴出行董事长和首席执行官。

## 生平
1983年5月19日出生于江西省上饶市铅山县河口镇的普通家庭，大学就读于北京化工大学行政管理专业，2004年毕业后先从事了保险推销，之后又在一家足疗店做过一段时间的管理人员。后来他发现他的工作不有趣，工作大约一年后便转投阿里巴巴集团，成为了一名阿里的销售业务员。他从一名普通的销售员一路晋升，在担任支付宝B2C事业部副总经理之前，他还曾是阿里巴巴B2B部门最年轻的区域经理。
2012年6月，程维和吴睿、李响一起创业，创办嘀嘀打车。7月，他们陆续签下一些出租车公司，位于北京昌平，只有200辆出租车的银山出租车公司成为第一家与嘀嘀打车合作的公司。当时100个司机在场，只有20个有智能手机。2012年9月9日，嘀嘀打车上线发布，当时司机端已经安装了500个，但是上线亮灯的只有16个，到第二天灭了8盏。有司机冲进嘀嘀办公室，说嘀嘀打车是骗子，骗走了用户的流量。当时程维出了措施，给司机流量补助，每周5元。经过多次版本更新，在嘀嘀打车上线的两个月后，首次出现有超过100个司机同时在线。
2015年2月，滴滴与快的打车实行战略合并，合并后的公司命名为滴滴快的。同年9月，陪同习近平访问美国，12月还成为第二届世界互联网大会的嘉宾。
2016年8月，滴滴宣布收购优步中国。通过此次收购，程维也随之成为优步董事会的成员。
因在脱贫攻坚战中作出突出贡献，2021年2月25日全国脱贫攻坚总结表彰大会上，程维被授予“全国脱贫攻坚先进个人”。
2022年7月21日，网信办正式发布安全审查结果称，滴滴平台上共存在16项违法事实，其中，违规收集及处理个人信息数量总计高达647.09亿条。对此，网信办依法对滴滴处以80.26亿元罚款，并对滴滴两位关键人物程维及柳青分别处以100万元罚款，至此，这场长达一年的审查风暴才告一段落。

## 著作
- 《滴滴：分享经济改变中国》（与柳青合著，人民邮电出版社，ISBN 9787115425034）[19]

## 奖项
- 2015年《财富》“全球40位40岁以下的商界精英”奖，同时进入“中国40位40岁以下的商界精英”名单[20]
- 2015年新浪网十大经济人物奖[21]
- 2016年入选《连线》杂志百大人物名单[22]。
- 2016年《福布斯》“年度商界人物”奖[23]。